# Rabarbar kędzierzawy
Rabarbar kędzierzawy (Rheum rhabarbarum L.) – gatunek rośliny z rodziny rdestowatych (Polygonaceae Juss.). Występuje naturalnie we wschodniej części Rosji, Mongolii oraz Chinach (w prowincjach Hebei, Heilongjiang, Hubei, Jilin i Shanxi, a także w regionie autonomicznym Mongolia Wewnętrzna). Ponadto został naturalizowany i jest uprawiany na całym świecie w strefie umiarkowanej.

## Morfologia
PokrójBylina dorastająca do 30–200 cm wysokości.
LiścieIch blaszka liściowa ma owalnie eliptyczny kształt. Mierzy 30–45 cm długości oraz 10–30 cm szerokości, jest klapowana na brzegu, o niemal sercowatej nasadzie i tępym wierzchołku. Ogonek liściowy jest owłosiony. Gatka jest błoniasta, ma lejkowaty kształt i osiąga 20–40 mm długości.
KwiatyZebrane w gęste wiechy, o długości 15–40 cm, rozwijają się na szczytach pędów. Listki okwiatu mają podłużnie owalny kształt i mierzą 2–4 mm długości.
OwoceMają jajowaty kształt, osiągają 6–10 mm długości.

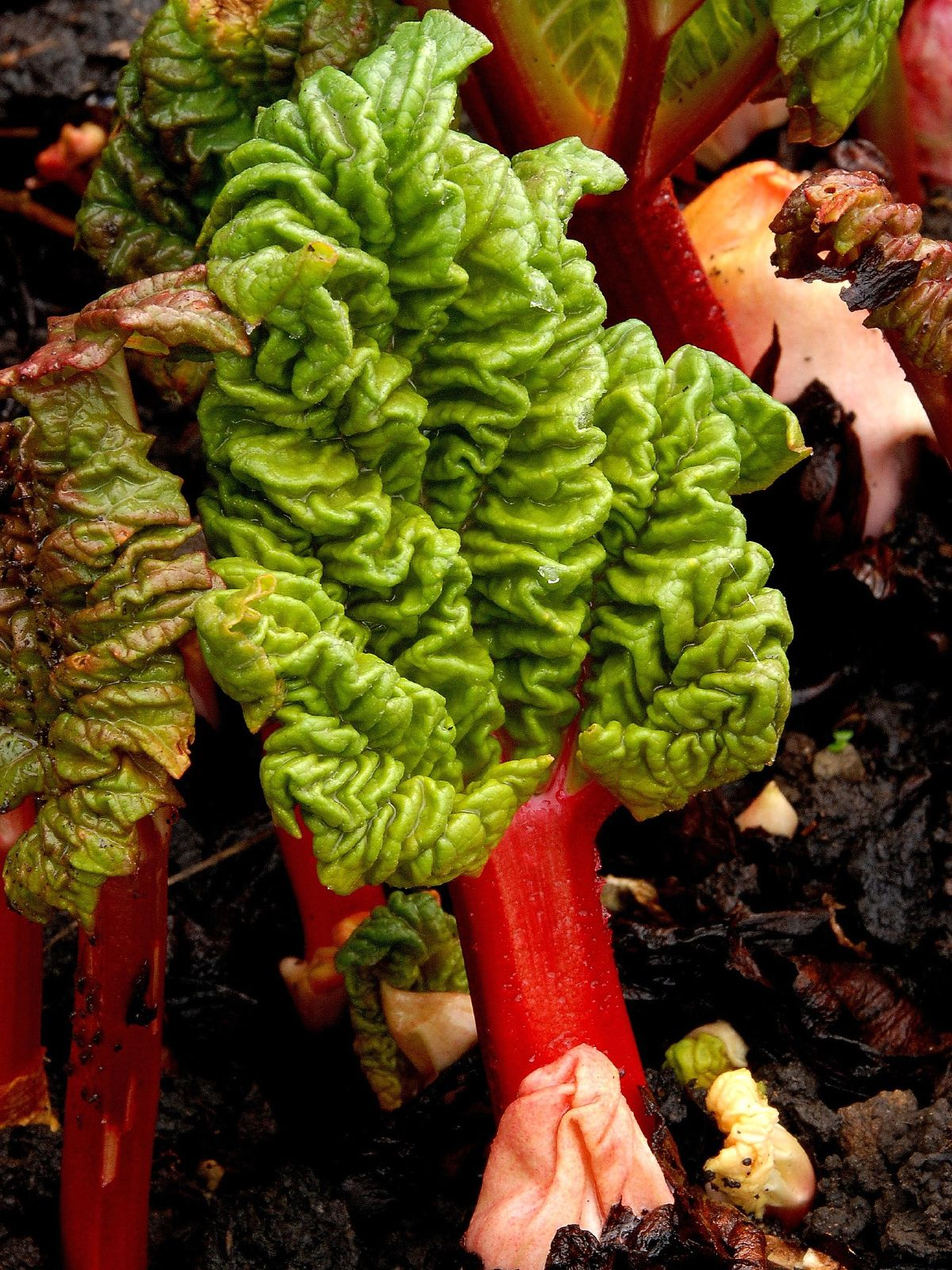
Młody liść
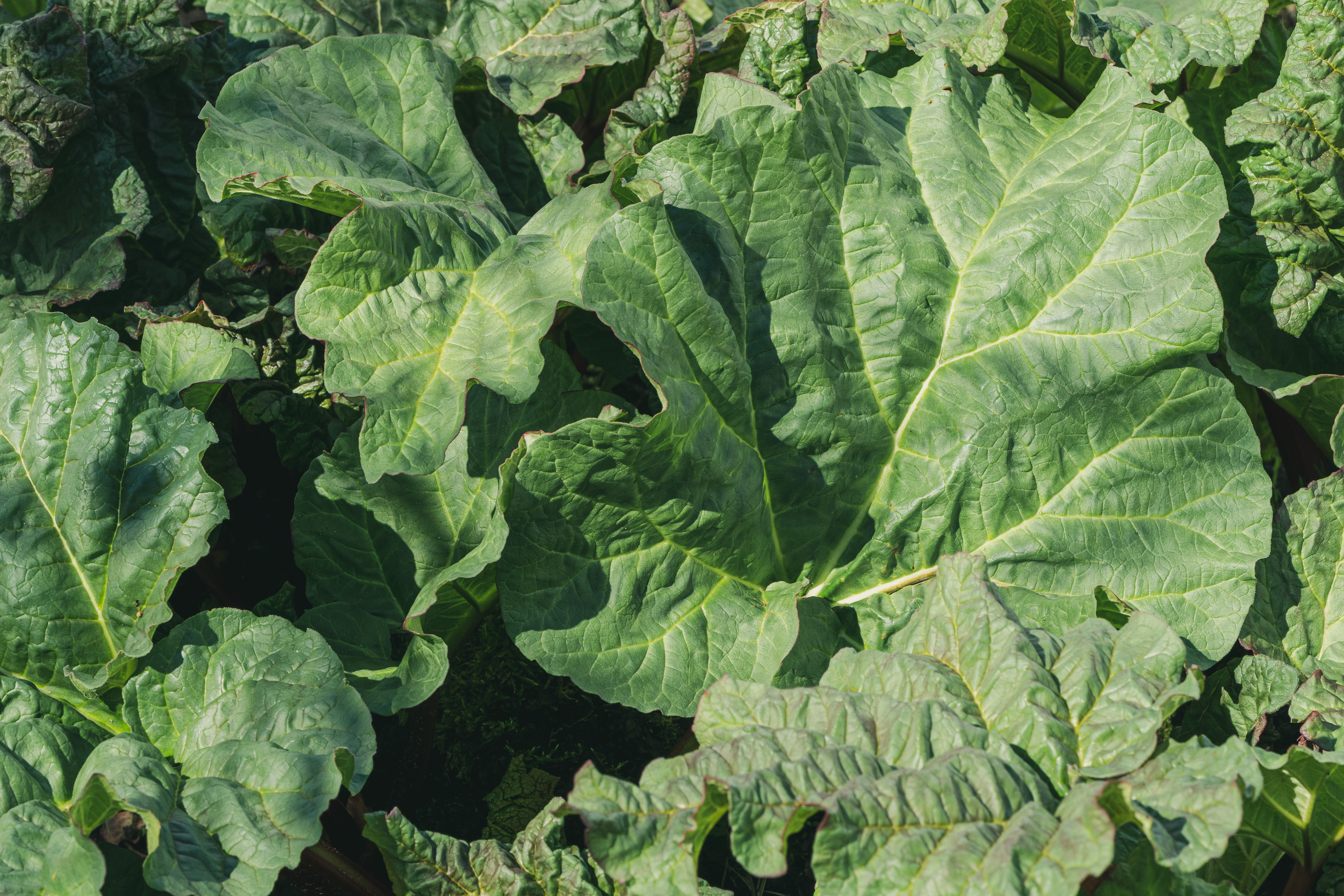
Liście
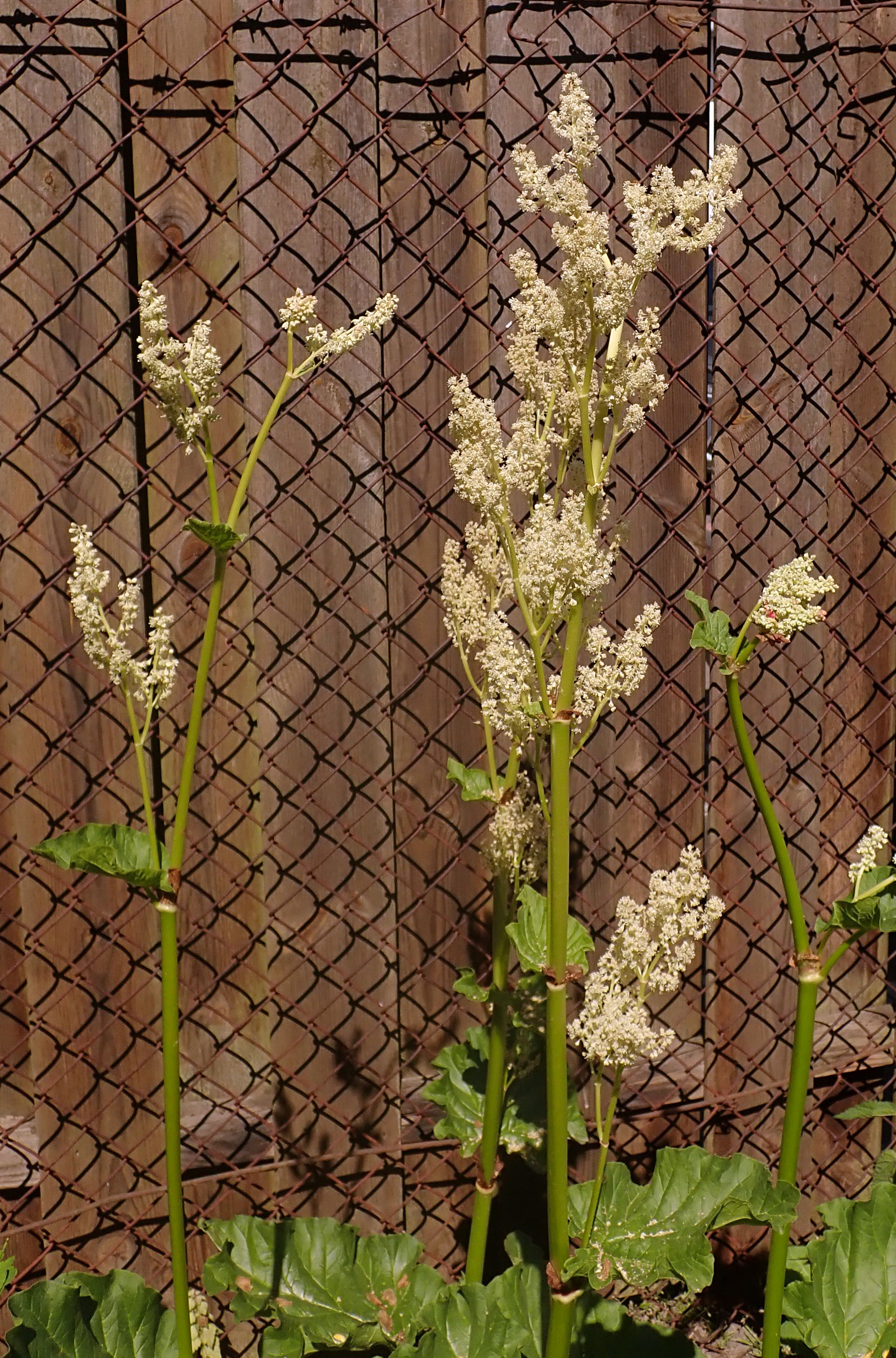
Kwiatostany
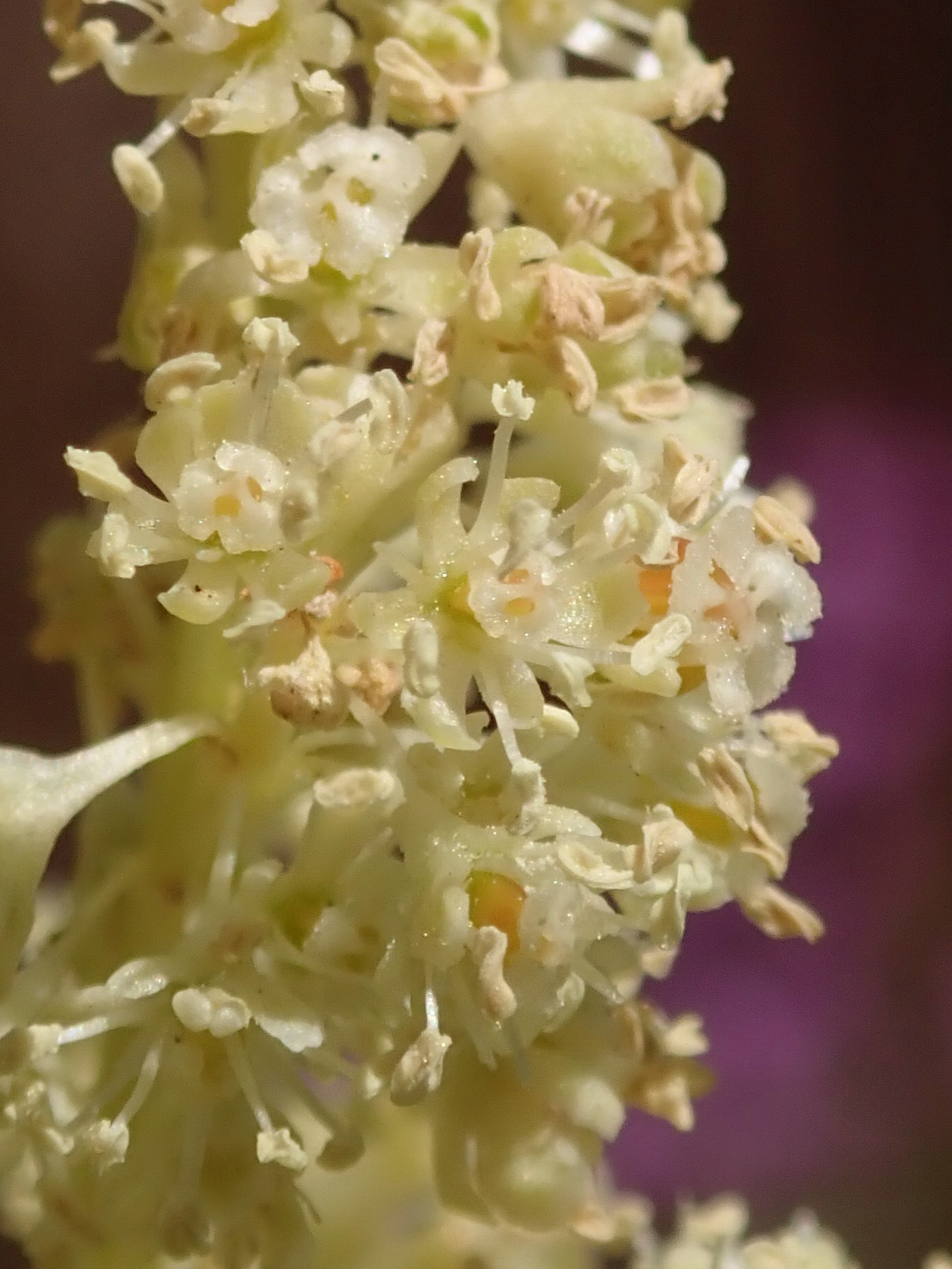
Kwiaty
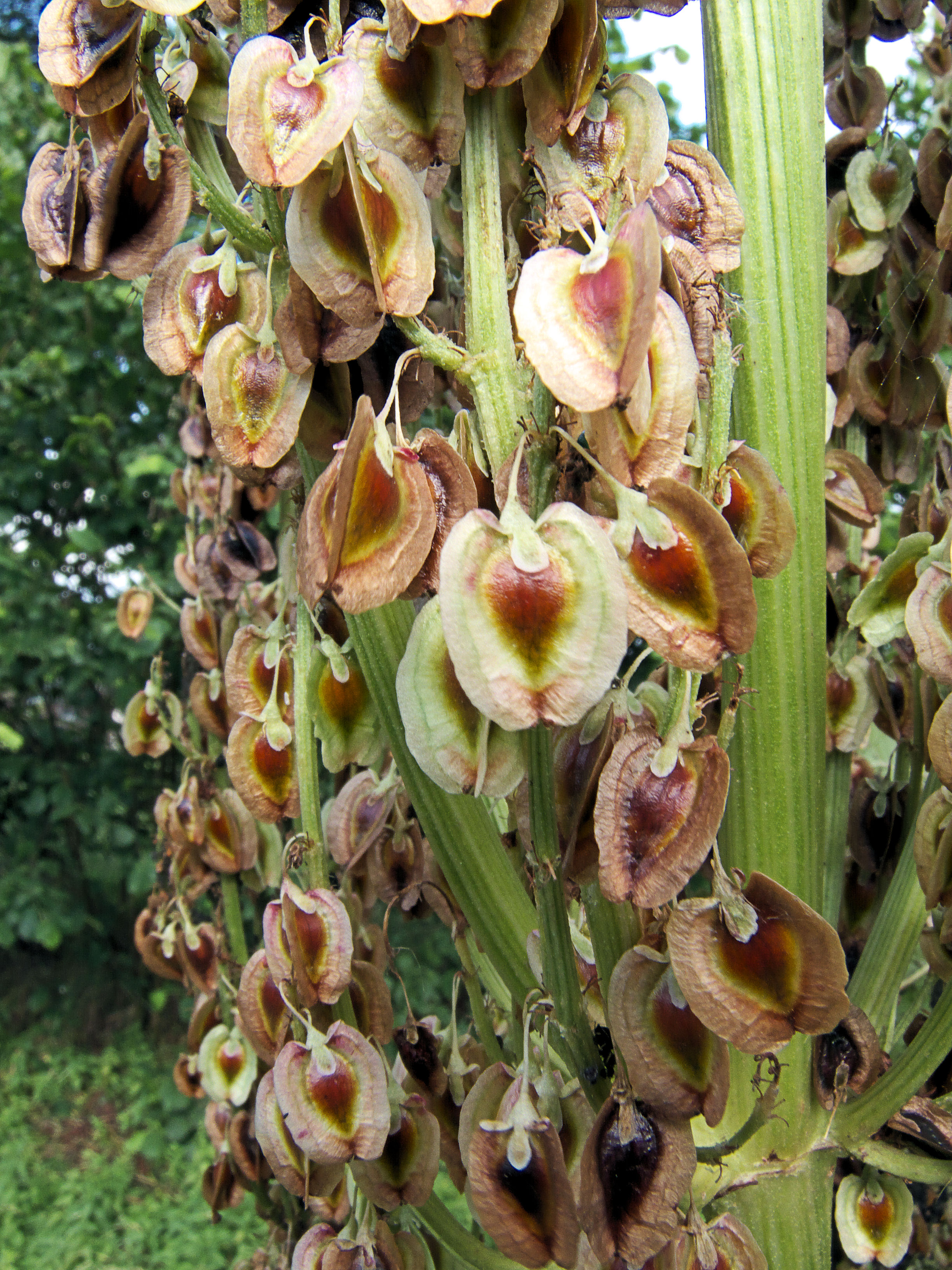
Owoce

## Biologia i ekologia
Rośnie na łąkach, stokach, terenach skalistych oraz w zaroślach. Występuje na wysokości do 4000 m n.p.m. Kwitnie od lipca do sierpnia. 

## Zastosowanie

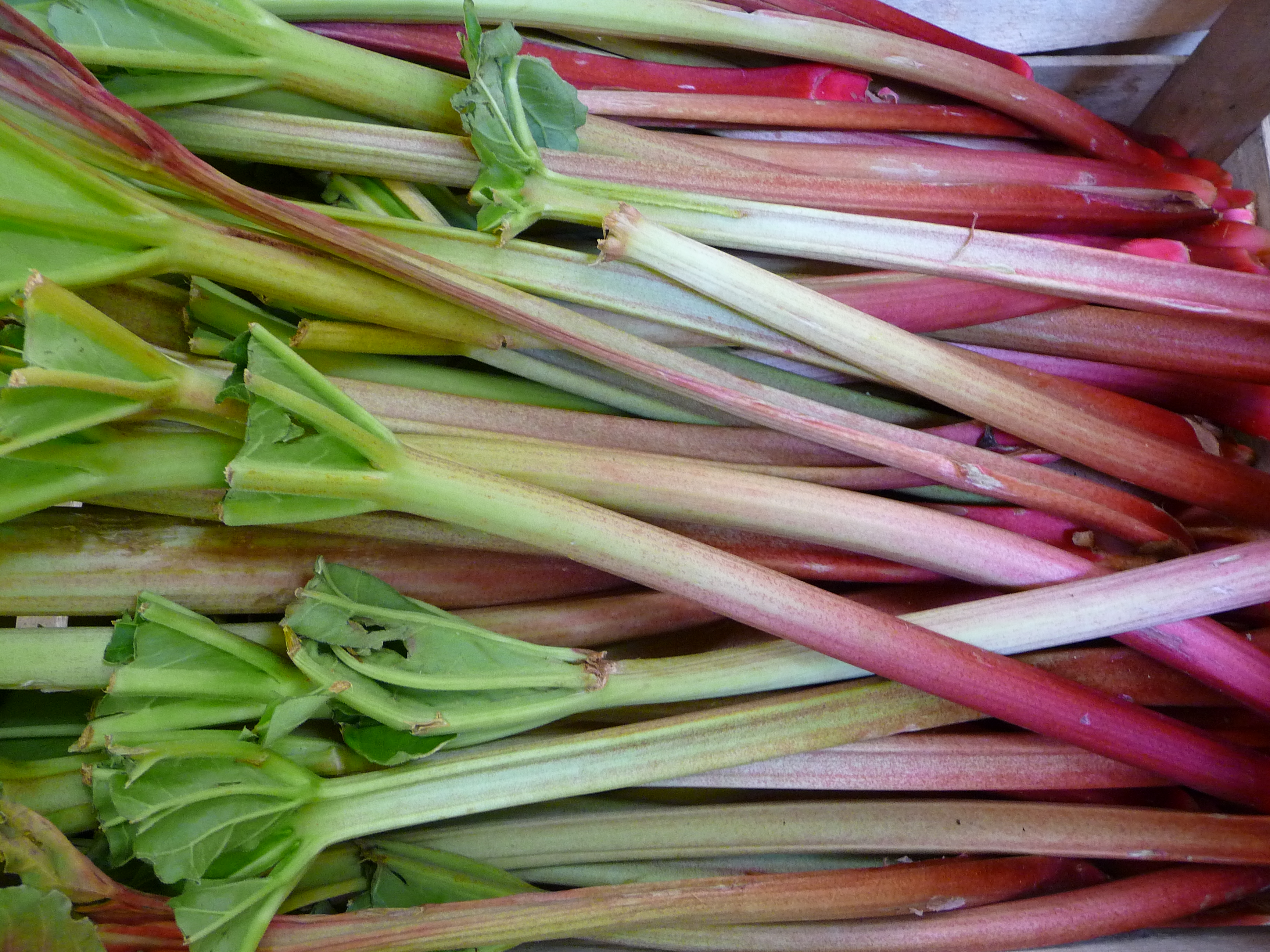
Ogonki liściowe rabarbaru

Gatunek ten jest uprawiany od ponad dwóch tysiącleci. Samodzielnie lub w połączeniu z innymi składnikami jest wykorzystywany do przyrządzania galaretek, sosów i wina. Głównie wykorzystywany jest ogonek liściowy, ponieważ sama blaszka liściowa charakteryzuje się wysoką zawartością kwasu szczawiowego, kwasu cytrynowego oraz glikozydów, które są toksyczne w wysokich dawkach.